# Брод (Босния и Герцеговина)
Брод (босн. Bosanski Brod, серб. Брод / Брод, хорв. Bosanski Brod) — город в северной части Боснии и Герцеговины, на южном берегу реки Сава. Административно находится в северо-западной части Республики Сербской, в регионе Добой. Центр общины Брод.
Мост через реку Сава в Броде — один из немногих между Хорватией и Боснией, что не были уничтожены во время боснийской войны.

## Название
До боснийской войны было название Босански-Брод. Но в ходе боснийской войны префикс Босански сербские власти заменили на Српски. После войны изменение названия было признано незаконным Конституционным судом Боснии и Герцеговины и город снова стал называться Босански-Брод.
В мае 2009 года Народная скупщина Республики Сербской убрала префикс Босански, в результате чего город начал называться как Брод. Это возмутило боснийцев, живущих в муниципалитете, и они подали судебный протест о том, что изменение названия города ставит под угрозу национальные интересы местных боснийцев. Затем было закреплено сокращённое название Брод.

## Население
Численность населения города по переписи 2013 года составила 8 563 человека, общины — 17 943 человека.
Этнический состав населения города по переписи 1991 года:
- сербы — 4373 (31,01 %);
- хорваты — 4086 (28,98 %);
- боснийцы — 2246 (15,93 %);
- югославы — 2760 (19,57 %);
- другие — 633 (4,51 %);
- всего — 14 098 (100 %).

## Известные люди
- Лилиана Молнар-Талайич, оперная певица
- Душко Трифунович, детский писатель и поэт
- Эдин Муйцин, бывший игрок Динамо Загреб
- Игорь Миличич, знаменитый баскетболист
- Люпко Петрович, известный футбольный тренер
- Здравко Зовко, известный игрок и тренер по гандболу
- Самира Хасагич, известный гандболист